# Denis Márquez Lebrón
Denis Márquez Lebrón (Gurabo, 5 de octubre de 1963) es un abogado y político puertorriqueño del Partido Independentista Puertorriqueño que desde enero de 2017 sirve como representante por acumulación.

## Primeros años y educación
Márquez nació el 5 de octubre de 1963 en el municipio de Gurabo. El menor de cuatro hermanos, se crio en el barrio Celada del mismo municipio y estudió en las escuelas públicas del área. En 1981 ingresa al Recinto de Río Piedras de la Universidad de Puerto Rico donde obtuvo un bachillerato en ciencias sociales con concentración en relaciones laborales. Posteriormente, entró a la Facultad de Derecho de la Universidad Interamericana de Puerto Rico de donde se graduó magna cum laude en 1992. Fundó la Cooperativa de Estudiantes de Derecho en dicha institución.

## Carrera profesional
Desde el 1987 hasta el 1992 trabajó como profesor en la Universidad Politécnica de Puerto Rico. Entre 1999 y 2011 trabajó como profesor de derecho mercantil, civil y ciencias sociales en varias universidades de Puerto Rico.
Márquez también ha trabajado como abogado laboral representando a varias organizaciones sindicales. Entre 2008 y 2009 fue miembro de la Junta de Directores de Servicios Legales de Puerto Rico, entidad que presta asistencia legal a personas sin recursos en casos civiles. Además, ha servido como observador del Colegio de Abogados.

## Carrera política
Comenzó su militancia en el Partido Independentista Puertorriqueño en la Juventud PIP de Gurabo. En las elecciones de 1984 fue electo legislador municipal en Gurabo para el cuatrienio 1985-1989. Durante este tiempo también sirvió como presidente del comité municipal del PIP en Gurabo. 
Entre 2000 y 2008 fue comisionado electoral del Precinto 2 y en el 2010 fue designado secretario de educación política del PIP. En las elecciones de 2012 fue el candidato del Partido Independentista a representante por acumulación pero fue derrotado quedando en decimotercer lugar. Repitió como candidato a representante por acumulación en  2016 esta vez quedando cuarto y consiguiendo un escaño en la cámara. Fue reelecto en 2020 subiendo a segunda posición.

## Vida personal
Márquez es casado y tiene un hijo y una hija. Su hijo Daniel Márquez García fue candidato a legislador municipal de San Juan en las elecciones de 2020.

## Historial electoral
| Año  | Cargo                          | Tipo      | Partido | Partido | Votos   | %     | Posición | Resultado |
| ---- | ------------------------------ | --------- | ------- | ------- | ------- | ----- | -------- | --------- |
| 1984 | Legislador municipal de Gurabo | Generales |         | PIP     | -       | -     | -        | Electo    |
| 2012 | Representante por acumulación  | Generales |         | PIP     | 86,716  | 4.78  | 13.º     | Derrotado |
| 2016 | Representante por acumulación  | Generales |         | PIP     | 121,066 | 8.34  | 4.º      | Electo    |
| 2020 | Representante por acumulación  | Generales |         | PIP     | 127,577 | 10.56 | 2.º      | Reelecto  |
| 2024 | Representante por acumulación  | Generales |         | PIP     |         |       |          |           |